# 효문중학교
효문중학교(孝門中學校)는 대한민국 서울특별시 도봉구 쌍문동에 있는 공립 중학교이다.

## 학교 연혁
- 2005년 12월 29일 : 효문중학교(공립) 설립 인가
- 2006년 3월 1일 : 개교, 초대 권혁창 교장 취임
- 2006년 3월 2일 : 제1회 입학식
- 2009년 2월 11일 : 제1회 졸업식
- 2010년 10월 25일 : 도서관 개관식
- 2021년 3월 1일 : 제5대 김용환 교장 취임
- 2023년 2월 8일 : 제15회 졸업식(5학급 110명 졸업)
- 2023년 3월 2일 : 제18회 입학 (4학급 93명)

## 참고 자료
- 효문중학교 - 한국교육학술정보원 학교알리미